# Auxis thazard thazard
Auxis thazard thazard is een ondersoort van de straalvinnige vissen uit de familie van de makrelen (Scombridae). De wetenschappelijke naam van de soort is voor het eerst geldig gepubliceerd in 1800 door Lacepède.